# Nalout (district)
Nalout (en arabe : نالوت) est une des 22 chabiyat de Libye. 
Sa capitale est Nalout.